# Marathon van Eindhoven 1960
De marathon van Eindhoven 1960 werd gelopen op zaterdag 23 juli 1960. Het was de tweede editie van deze marathon. 
De Nederlander Frans Künen kwam als eerste over de streep in 2:26.07,8. Met deze prestatie verbeterde Künen tevens het Nederlands record op de marathon, plaatste zich voor de Olympische Spelen van Rome in 1960 en pakte hij de nationale titel, omdat het evenement tegelijkertijd dienstdeed als Nederlands kampioenschap op de marathon.
Er namen 50 à 60 deelnemers deel. Hierbij zaten geen vrouwen, omdat die in 1960 nog niet gerechtigd waren om in marathons uit te komen.

## Uitslagen
| rang   | naam            | land | tijd      |
| ------ | --------------- | ---- | --------- |
| Goud   | Frans Künen     | NED  | 2:26.07,8 |
| Zilver | Fons Veldhuizen | NED  | 2:34.02   |
| Brons  | Gerard Kluivers | NED  | 2:39.56   |
| 4      | Joop Frederiks  | NED  | 2:40.43   |
| 5      | C. v. Blerck    | NED  | 2:52.00   |

1959 ·
1960 ·
1982 ·
1984 ·
1986 ·
1988 ·
1990 ·
1991 ·
1992 ·
1993 ·
1994 ·
1995 ·
1996 ·
1997 ·
1998 ·
1999 ·
2000 ·
2001 ·
2002 ·
2003 ·
2004 ·
2005 ·
2006 ·
2007 ·
2008 ·
2009 ·
2010 ·
2011 ·
2012 ·
2013 ·
2014 ·
2015 ·
2016 ·
2017 ·
2018 ·
2019 ·
2020 ·
2021 ·
2022 ·
2023 ·
2024 ·
2025